# Pochwodziób żółtodzioby
Pochwodziób żółtodzioby, pochwodziób biały (Chionis albus) – gatunek średniej wielkości ptaka z rodziny pochwodziobów (Chionidae). Występuje w południowej części Ameryki Południowej, Antarktyce i na wyspach subantarktycznych. Nie jest zagrożony.

## Systematyka
Gatunek został opisany zgodnie z zasadami nazewnictwa binominalnego przez J.F. Gmelina w 1789 roku w 13. edycji Systema Naturae, jako Vaginalis alba. Jako miejsce typowe błędnie została wskazana Nowa Zelandia, faktycznie powinny być Falklandy. Nie wyróżnia się podgatunków. Epitet gatunkowy albus oznacza „biały”.

## Morfologia

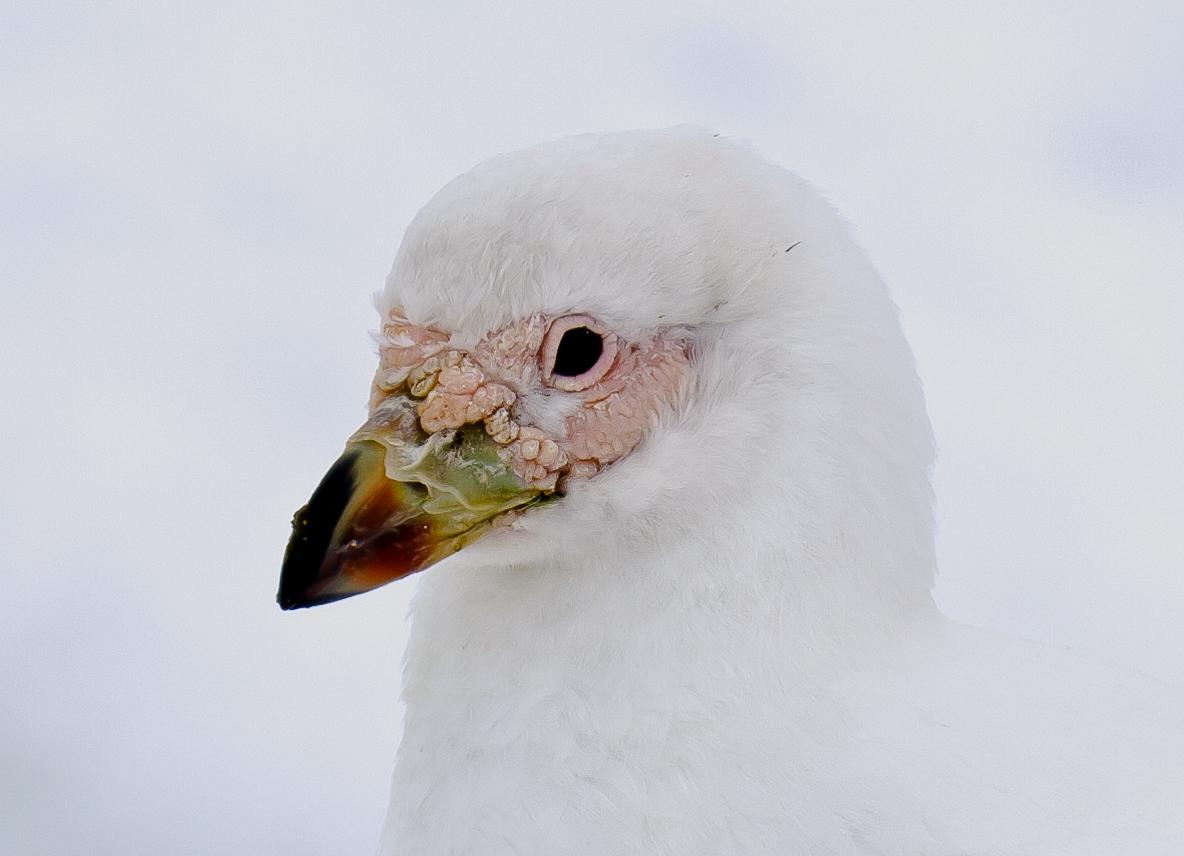
Głowa pochwodzioba żółtodziobego

Pochwodziób żółtodzioby jest średniej wielkości ptakiem, mierzy od 34 do 41 cm, rozpiętość skrzydeł to 75–80 cm, a masa ciała dorosłego osobnika to 460–810 g. Z sylwetki przypomina gołębia lub kurę, lata podobnie do gołębi. Upierzenie dorosłych jest jednolicie białe. Dziób ma czarny koniec i żółtą nasadę, jego rogowa pochewka jest zielonkawa. Skóra wokół oczu jest bladożółta, przydatki głowowe są różowe. Palce nóg nie mają błony pławnej.

## Występowanie
Gatunek rozmnaża się na Półwyspie Antarktycznym i na wyspach wokół Morza Scotia – Szetlandach Południowych, Orkadach Południowych, Georgii Południowej i prawdopodobnie na Sandwichu Południowym. Poza sezonem lęgowym migruje na Falklandy, Ziemię Ognistą i do Patagonii, niektóre ptaki zapuszczają się też dalej na północ. Zalatuje do Urugwaju i Brazylii, a także na Tristan da Cunha, a nawet do Afryki Południowej.

## Pożywienie
Ptaki te są wszystkożerne. Jedzą kryla, ryby, kałamarnice i inny pokarm podkradany pingwinom oraz kormoranom. Zjadają także ich jaja i małe pisklęta. Nękają pingwiny także po to, aby te zwróciły pokarm. Poza sezonem rozrodczym szukają pokarmu najczęściej pośród wyrzuconych na brzeg glonów, w trawach tussock, na nadbrzeżnych łąkach i terenach podmokłych. W lecie, gdy rozmnażają się płetwonogie, pochwodzioby zjadają ich martwe noworodki, dziobią rany zwierząt, jedzą łożyska, a obserwowano nawet, jak próbowały pożreć pępowinę wciąż połączoną z ciałem młodej foki. Nie gardzą też odchodami płetwonogich. Ze względu na zwyczaje żywieniowe, ptaki spędzają dużo czasu na oczyszczaniu piór.

## Zachowania
Ptaki te żyją na wybrzeżach morskich, często na wyspach. Rzadko zapuszczają się dalej niż na kilometr w głąb lądu. Typowo spotykane są w koloniach ptaków morskich, szczególnie pingwinów, ale także kormoranów i albatrosów. Występują także w koloniach płetwonogich; na Falklandach spotyka się je w pobliżu siedzib ludzkich. Migrujące ptaki znajdują odpoczynek na górach lodowych i czasem statkach.
Ptaki te nie boją się ludzi i żerują na odpadkach w pobliżu stacji polarnych, portów i osad nadmorskich.

## Rozród
Pochwodzioby żółtodziobe pojawiają się na terenach lęgowych w październiku i listopadzie (wiosną na półkuli południowej). Są monogamiczne i przywiązane do terytorium, na które zazwyczaj wracają co roku. Terytorium obejmuje część kolonii pingwinów i jest zaciekle bronione. Gniazda mają kształt miski, są wyłożone kośćmi, guanem, szczątkami piskląt i śmieciami. Między grudniem a styczniem samica składa typowo 2–3 kremowe jaja o gruszkowatym kształcie, w czterodniowych odstępach. Są one wysiadywane przez 28–32 dni. Młode ptaki po uzyskaniu zdolności do lotu żerują wzdłuż brzegu, szukając resztek ryb, mięczaków i glonów, a pomiędzy kwietniem a czerwcem odlatują na północ.

## Status i ochrona
Ocenia się, że łącznie żyje około 10 tysięcy par tych ptaków. Ma duży obszar występowania i stabilną liczebność, w związku z czym nie jest zagrożony wyginięciem. W przeszłości zagrożeniem dla niego było skażenie środowiska, szczególnie na wyspie Signy, a norwescy wielorybnicy polowali na nie dla mięsa. Międzynarodowa Unia Ochrony Przyrody uznaje go za gatunek najmniejszej troski.